# Girls (singel The Prodigy)
"Girls" – pierwszy singel czwartego albumu studyjnego Always Outnumbered, Never Outgunned brytyjskiego zespołu The Prodigy, wydany 30 sierpnia 2004 roku przez XL Recordings. Teledysk został wyreżyserowany przez Matta Cooka i Juliana House'a, którzy odpowiedzialni są również za okładkę singla i albumu.

## Lista utworów
1. "Girls" - 4:14
2. "More Girls" - 4:27
3. "Under My Wheels" - 3:41